# Dactylispa corpulenta
Dactylispa corpulenta es una especie de insecto coleóptero de la familia Chrysomelidae.
Fue descrita científicamente en 1897 por Weise.